# Red-Headed Woman
Red-Headed Woman - traduïble al català com «la dona pel-roja» - és un film estatunidenc dirigit per Jack Conway, que s'estrenà el 1932.

## Argument
Lili fa que Bill es divorciï de la seva dona per casar-se amb ella, cosa que no serà impediment perquè ella es busqui amants ...

## Producció
La pel·lícula va tenir difícil la seva concepció. El productor Irving Thalberg va considerar que la història original i el primer esborrany de guió per F. Scott Fitzgerald era massa seriós, i va oferir la feina de reescriure'l a Anita Loos, instruint-la per proporcionar alguna cosa  més divertida i lleugera i amb més èmfasi sobre la comèdia.
Abans que Harlow, MGM va buscar Clara Bow, que va estar d'acord per fer-ne una part, però objectava la futura "opció de serveis" que l'estudi necessitava.
Previ a l'estrena, va treballar amb la Will Hays Office per assegurar que rebria l'aprovació. Amb el Codi Hays, un delinqüent no podria ser vist com a beneficiari del delicte, o sortir sense càstig, i el pecat havia de ser castigat. A part del personatge de  Harlow, amb diverses escenes on sortia parcialment despullat, o fent obvis atacs sexuals.
Tot i que la Hays Office no podia prohibir una pel·lícula com a tal, la negativa per emetre l'aprovació per una pel·lícula en particular podria portar els exhibidors a rebutjar-la. Thalberg va acordar disset talls per treure-la als Estats Units. L'estrena original va ser prohibida en el Regne Unit, no va ser exhibida fins al 1965. L'escàndol que va envoltar la seva estrena va generar una publicitat considerable, i la pel·lícula va ser un èxit de caixa.

## Repartiment
- Jean Harlow: Lillian 'Lil' / 'Red' Andrews Legendre
- Chester Morris: William 'Bill' / 'Willie' Legendre Jr.
- Lewis Stone: William 'Will' Legendre Sr.
- Leila Hyams: Irene 'Rene' Legendre
- Una Merkel: Sally
- Henry Stephenson: Charles B. 'Charlie' / 'C.B.' Gaerste
- May Robson: Tia Jane
- Charles Boyer: Albert
- Harvey Clark: Oncle Fred